# Selenia abramaria
Selenia abramaria là một loài bướm đêm trong họ Geometridae.